# Oxyde de potassium
L’oxyde de potassium est un composé chimique de formule brute K2O. Il se présente sous la forme d'un solide cristallisé ionique jaune pâle très réactif et par conséquent très rare dans le milieu naturel. La composition en potassium de certaines substances commerciales, comme des engrais ou des ciments, est parfois exprimée en équivalents de K2O.

## Synthèse
L'oxyde de potassium résulte de la réaction de l'oxygène sur le potassium, qui produit du peroxyde de potassium K2O2, lequel doit être traité au potassium pour produire l'oxyde K2O :
K2O2 + 2 K →  2 K2O.
Une préparation plus récente et plus directe est réalisée en chauffant du nitrate de potassium KNO3 avec du potassium métallique :
2 KNO3 + 10 K → 6 K2O + N2.
Il n'est en revanche pas possible d'obtenir l'oxyde de potassium par déshydratation de l'hydroxyde de potassium KOH.

## Structure et propriétés
La structure cristalline de l'oxyde de potassium K2O est inverse de celle de la fluorine CaF2, les cations de potassium étant coordonnés à quatre anions d'oxygène, ces derniers étant coordonnés chacun à huit cations de potassium,.
K2O est un oxyde basique qui réagit violemment avec l'eau en donnant de l'hydroxyde de potassium KOH, un composé très caustique. Sa nature hygroscopique le rend déliquescent par absorption de l'humidité atmosphérique, déclenchant la réaction violente de K2O avec l'eau.

## L'oxyde de potassium dans les engrais
La formule brute K2O est utilisée pour exprimer la teneur en potassium des engrais NPK (azote-phosphore-potassium), bien qu'en réalité le potassium n'y soit pas présent sous forme d'oxyde mais plutôt sous forme de chlorure de potassium KCl, de sulfate de potassium K2SO4 ou de carbonate de potassium K2CO3. Le pourcentage de K2O figurant sur les étiquettes indique la quantité d'oxyde de potassium équivalente à la quantité de potassium présente dans l'engrais, sachant que, en masse, K2O contient 83 % de potassium, contre 52,5 % pour KCl, 44,9 % pour K2SO4, et 56,6 % pour K2CO3 : un engrais contenant 30 % pondéral de KCl titrera ainsi 19 % de K2O.